# Бонифаций II (герцог Сполето)

Италия в 1000 году

Бонифаций (Bonifazio; умер в июле или декабре 953) — маркграф и герцог Сполето с 945 года. Граф Болоньи (его потомки правили в Болонье до середины XII века).
Родился в 900 или 905 году. Лиутпранд Кремонский и Хроника Альберика де Труа-Фонтена называют отцом Бонифация Хукбальда — графа в Болонье и Романье, упоминаемого в документе 893 года.
Нумеруется как Бонифаций II. О Бонифации I, который якобы был герцогом Сполето в 923-928 годах, нет никаких исторических сведений.
Маркграф в районе Болоньи/Модены (924/936). Граф Болоньи. С 945 года - маркграф и герцог Сполето.
Советник (consiliarius) Рудольфа I, короля Верхней Бургундии.
Между 921 и 17 июля 923 года женился на Вальдраде, дочери упомянутого Рудольфа I (в это время Бонифаций носил титул графа). Известны трое их детей:
- Теобальдо (923/925 — 957/961), маркграф и герцог Сполето, предок графов Болоньи
- Вилла, жена Уберта, маркграфа Тосканы
- Эверард, епископ Ареццо, упоминается в 979 году.